# Gianluigi Trovesi
Gianluigi Trovesi (* 10. ledna 1944) je italský jazzový saxofonista a klarinetista. Studoval harmonii a kontrapunkt pod vedením Vittoria Fellegara. Své první album nazvané Baghet vydal v roce 1978 a od téhož roku působil v milánském rozhlasovém big bandu. Během své kariéry spolupracoval i s dalšími hudebníky, mezi které patří například Mark Charig, Paolo Damiani, Andrea Centazzo či Mario Schiano a mnoho dalších. Rovněž se věnoval pedagogické činnosti.